# أمواج (ألبوم)
أمواج (بالإنجليزية: Waves)‏؛ ألبوم تم تسجيله بواسطة المغنية الأمريكية ومؤلفة الأغاني ريتشل بلاتن، وأصدر من قبل كولومبيا للتسجيلات في 27 أكتوبر 2017.